# Ponts Moteurs

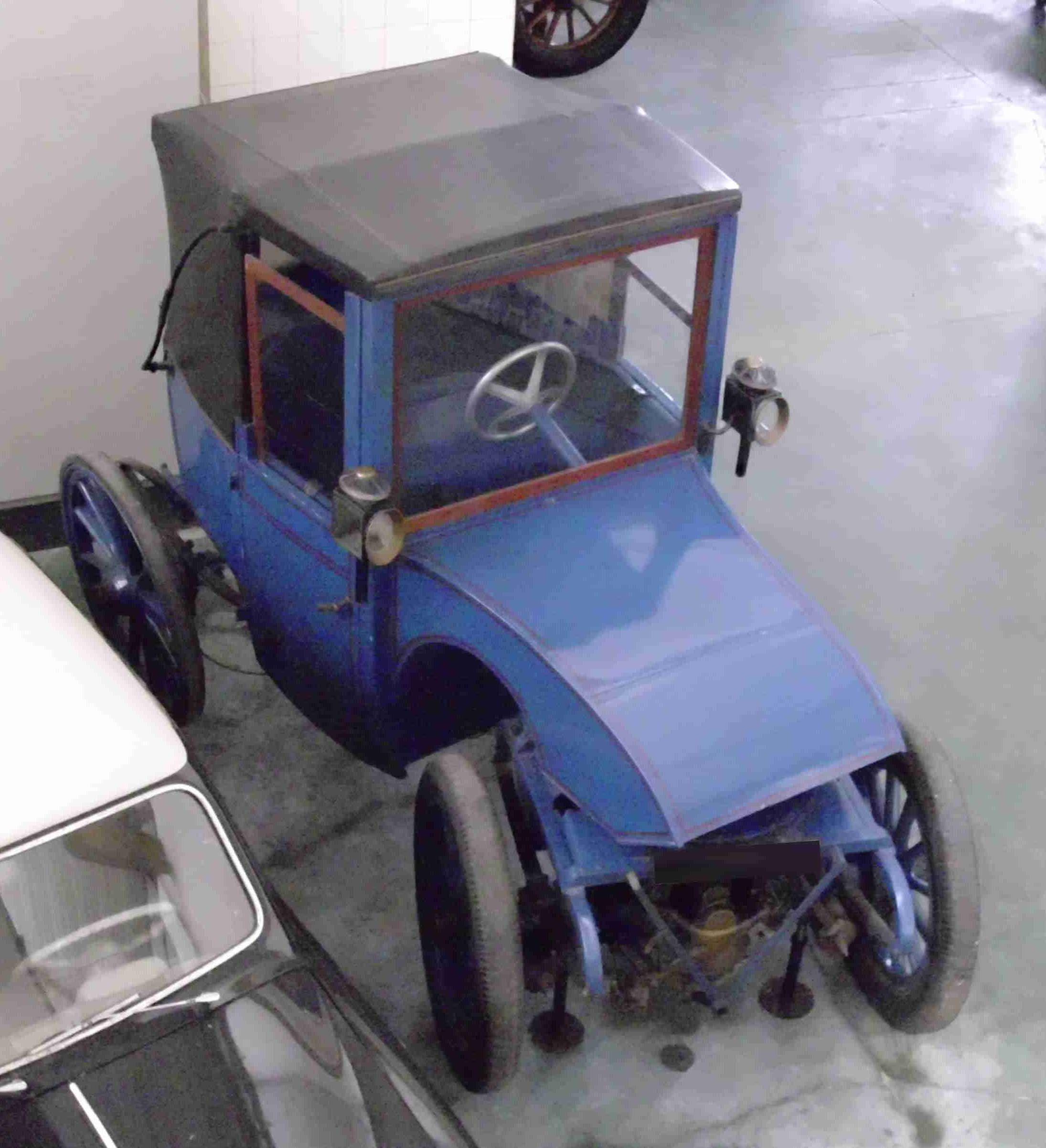
Ponts Moteurs

Die Société des Ponts Moteurs war ein französischer Hersteller von Automobilen.

## Unternehmensgeschichte
Das Unternehmen aus Paris begann 1913 mit der Produktion von Automobilen. Der Markenname lautete Ponts Moteurs. 1914 endete die Produktion.

## Fahrzeuge
Das einzige Modell war ein Avant-Train, ein Fahrzeug, das vor unmotorisierte Fahrzeuge gespannt wurde, bzw. anstelle der Vorderachse montiert wurde, und diese zog. Zum Einsatz kam ein V2-Motor mit 1100 cm³ Hubraum.
Ein Fahrzeug dieses Herstellers gehört zur Sammlung des Automuseums Musée Communal de l’Automobile Mahymobiles in Leuze-en-Hainaut.